# Вассиан (Патрикеев)
И́нок Вассиа́н (в миру князь Васи́лий Ива́нович Патрике́ев; ок. 1470 — после 1531) — русский церковный и политический деятель («Великий временно́й человек»), публицист XVI века. Лидер и идеолог течения нестяжателей в период правления великого князя московского Василия III, фактический основатель нестяжательства как монашеской партии. Прозвище «Косой», часто встречающееся в литературе о Вассиане, скорее всего, было дано ему его идейными недругами, так называемыми иосифлянами.

## Биография

### Ранние годы
Происходил из знатной, влиятельной и богатой семьи князей Патрикеевых, происходящей от второго сына литовского князя Гедимина, Наримонта, крестившегося в православие под именем Глеба. Дед, Юрий Патрикеевич, и отец, Иван Юрьевич, служили великим московским князьям Василию II Васильевичу и Ивану III Васильевичу, занимали высшие государственные должности. Молодой князь Василий успешно начал дипломатическую и военную карьеру: в 1493 он был послан с войсками в Можайск; в течение 1494 года трижды участвовал в переговорах с литовскими послами и после заключения мирного договора был пожалован в бояре; в начале 1496 года Василий Иванович ходил во главе русских войск в поход «на свейские немцы», как в те времена называли шведов. В период противостояния за наследование престола между группами Дмитрия — внука и княжича Василия III с его матерью, Патрикеевы приняли сторону внука Ивана III — Дмитрия Ивановича. В 1499 семью Патрикеевых постигла опала, абсолютно точной причины которой нигде не названо, были ли это переговоры с Литвой или принятие стороны Дмитрия — внука, в результате которой князь Василий был пострижен в монахи в Кирилло-Белозерском монастыре с именем Вассиан.

### Церковно-политическая деятельность
«Славный в миру воинской доблестью, умом и способностями, князь-инок скоро прославился в монастыре строгой жизнию и обширной начитанностью», — сообщал церковный писатель. Вскоре инок Вассиан начал разделять идеи Нила Сорского и примкнул к нестяжателям, выступавшим против «стяжания» церковью земель и другого имущества, в то время как противники нестяжателей — иосифляне — выражали интересы крупного монастырского землевладения. В трактате «Собрание некоего старца» Вассиан призывал «сел не держати, ни владети ими, но жити в тишине и в безмолвии, питаясь своими руками», что показывает его как приверженца церковного аскетизма. Вассиан прямо критиковал ростовщичество в церкви, особенно начисление сложных процентов, в частности, писал:

Мы, волнуемые сребролюбием и ненасытимостью, всевозможным способом угнетаем братий наших, живущих в селах, налагая проценты на проценты
Он был человеком, стойко и ожесточённо боровшимся за свои убеждения, будучи, в отличие от своего учителя преподобного Нила Сорского, энергичным и страстным деятелем. В рамках этой борьбы готовил свою редакцию «Кормчей книги».
В 1509 году Вассиан был возвращён из ссылки Василием III, доверие и симпатию которого он сумел завоевать. Великий князь называл Вассиана своим «наставником в человеколюбии». Вместе с митрополитом Варлаамом он заступался за опальных и оступившихся, чем снискал всеобщее уважение и почитание. Жил в Симонове монастыре.
Вассиан, как и Максим Грек, выступал против взглядов иосифлян, ведомых Иосифом Волоцким, и в «Слове на списание» выступал с критикой карательных мер Иосифа, призывал не бояться богословских диспутов с еретиками. Вассиан апеллировал к Иоанну Лествичнику: «Немощнии с еретикы не ядят, сильные же на славу Божию сходятся». Покаявшиеся еретики, по мысли Вассиана, должны быть прощены. «Слово о еретицех», документ более поздний, отличается хорошо разработанной аргументацией с привлечением канонических источников. Вассиан различал кающихся и некающихся еретиков, при этом допускал казни, но признавал их делом светских властей.

### Опала и последние годы жизни
Религиозно-общественная деятельность Вассиана закончилась примерно в 1525 году, князь Андрей Курбский так описывал произошедшее:
Князь великий Василий Московский… живши со женою своею первою, Соломонидою, двадесять и шесть летъ, остригъ её во мнишество, не хотящу и не мыслящу ей о томъ, и заточил въ далечайшъ монастырь, отъ Москвы больше дву-сотъ миль, въ землъ Каргопольской лежащъ, и затворити казалъ ребро свое въ темницу, зъело нужную и унынiя исполненную, сиръчь жену, ему Богом данную, святую и неповинную. И понялъ себе Елену, дщерь Глинскаго, аще и возбраняющимъ ему сего беззаконiя многими святыми и преподобными, не токмо Мнихомъ (монахами), но и Сигклитомъ (синклитом) его; отъ нихъ же един Вассьянъ, пустынник, сродник ему сущъ по матери своей, а по отцу, внукъ Княжати Литовского, Патрикiевъ, и оставя мiрскую славу, въ пустыню вселился, и такъ жестоко и свято провождалъ во мнишествъ, подобиъ великому и славному древнему Антонiю. Да не зазрите кто дерзостнъ рещи, Иоанну Крестителю ревностию уподобился: бо и оный о законопреступномъ браке Царю возбранял, беззаконие творящу…Онъ же, предреченный Василий, Великий, паче же въ прегордости и въ лютости, Князь, не только ихъ не послушалъ такъ великихъ и нарочитыхъ мужей, на онаго блаженного Вассьяна, по плоти сродника своего, изымавъ, заточити повелел, и связанна святого мужа, аки злодея, въ прегорчайшую темницу, къ подобным себе в злости, презлым Иосифлянам, в монастыръ ихъ отослал и скорою смертию уморити повелелъ. Они же, яко лютости его скорые послушницы и во всехъ злыхъ потаковницы, паче же ещё и подражатели, умориша его вскоръ. И других святых мужей, овыхъ заточилъ на смерть, отъ них же единъ — Максимъ Философъ, о нём же напреди повемъ; а других погубити повелелъ, ихъ же имена здесь оставлю.
Митрополит Даниил из Иосифо-Волоколамского монастыря возвёл на Вассиана обвинения, связанные с богословием, которые Вассиан не признавал за собой, обвинял князя-инока и Максима Грека в ереси на Соборах 1525 и 1531 годов.
Вассиан был сначала заточён в московский Симонов монастырь, куда были временно заточены и Максим Грек, и князь Семён Курбский, а затем в Иосифо-Волоколамский монастырь, где, по словам князя Андрея Курбского, и был в скором времени уморен иосифлянами.